# Norberto Piñero
Norberto Piñero (Buenos Aires, 6 janvier 1858 – id., 1er juillet 1938) était un avocat, juriste, économiste et homme politique argentin. Il fut ministre des Finances de son pays vers le début du XXe siècle, sous la présidence de José Figueroa Alcorta et de Roque Sáenz Peña.

## Biographie
Norberto Piñero acquit en 1882 le titre d'avocat à l'université de Buenos Aires, où il enseigna ensuite le droit pénal et commercial. Il fut par ailleurs défenseur des pauvres et absents à la cour d'appel de la capitale fédérale, professeur de droit au Collège national de Buenos Aires et membre de la Convention constituante de la province de Buenos Aires en 1884.
En 1890, conjointement avec Rodolfo Rivarola et José Nicolás Matienzo, il élabora un projet de réforme du code pénal argentin. Ce projet se signalait notamment par le fait de considérer les délits commis pendant l'exercice de fonctions dans l'administration publique comme étant d'une extrême gravité et de les classer directement après les délits de sédition et de haute trahison. Présenté devant le congrès de la Nation argentine en 1891, ledit projet fut rejeté à plusieurs reprises, avant de finalement trouver sa sanction législative en 1903.
En 1893, il devint secrétaire, puis ministre des Finances du gouvernement provisoire de la province de San Luis. En 1896, le président Julio Argentino Roca le nomma interventeur fédéral pour San Luis, afin d'y présider les élections organisées en vue du gouvernorat de la province.
Plus tard, il fut désigné ambassadeur de son pays au Chili, où il prit une part active aux négociations avec le Chili et la Bolivie visant à régler le litige territorial de la Puna de Atacama. Il démissionna de cette charge en octobre 1898, pour entreprendre ensuite de longs voyages en Europe et en Orient.
En 1900, il fonda la Société pour l'éducation industrielle, dont il assura la présidence et à l'initiative de laquelle un grand nombre d'écoles techniques furent créées à Buenos Aires (école d'électriciens et de mécaniciens, école du soir de dessin industriel, école de chimie industrielle, école de dessin pour femmes etc.). Il fut nommé doyen de la faculté de philosophie et lettres de l'université de Buenos Aires et, à ce titre, fonda le musée ethnographique de l'université, dont le directeur fut Juan Bautista Ambrosetti, puis organisa, sous la direction de celui-ci, une série d'expéditions archéologiques dans les terres intérieures de l'Argentine.
En 1906, le président José Figueroa Alcorta fit appel à lui pour remplir la fonction de ministre des Finances, charge qu'il n'occupera que pendant un peu plus de six mois. Après sa démission, il fut nommé à la tête du département juridique de la Banque nationale d'Argentine, fonction qu'il remplira durant plus de quinze ans.
Il participa au Congrès international des Americanistes de 1910.
Il devint une nouvelle fois ministre des Finances sous la présidence de Roque Sáenz Peña, mais quitta ses fonctions au bout de seulement trois mois, pour pouvoir se vouer à la fondation du barreau de Buenos Aires, dont il deviendra le premier président. Il fut par ailleurs président de la Commission nationale pour la construction du Théâtre Cervantes de Buenos Aires et du Congrès pénal national, et fut membre, au titre de représentant du gouvernement argentin, de la Commission internationale pour une Législation uniforme, qui se réunit à Buenos Aires en 1916.
Cette même année 1916, lors des premières élections présidentielles tenues sous le régime de la loi Sáenz Peña, il figura comme candidat pour la Concentración Nacional, front commun réunissant diverses tendances conservatrices, mais fut battu par Hipólito Yrigoyen. Lorsque celui-ci lui proposa l'ambassade d'Argentine à Londres, Piñero déclina cette offre, partiellement pour motifs personnels, mais principalement en raison de son désaccord avec la politique étrangère suivie par le gouvernement. Après l'arrivée au pouvoir de l'Union civique radicale (UCR), Piñero s'abstint de toute action publique, se consacrant désormais à rédiger des ouvrages de droit, d'économie et d'histoire.

## Écrits de Norberto Piñero
Parmi ses ouvrages, l'on peut citer:
- La letra de cambio ante el derecho internacional privado (1882)
- Historia de la Universidad de Buenos Aires (1889)
- Proyecto de Código Penal para la República Argentina (1891)
- Cuestiones económicas (la cuestión monetaria y la cuestión bancaria)
- Los escritos de Mariano Moreno y las críticas del señor Groussac (1897)
- Problemas de criminalidad
- El crimen y las multitudes
- Base de la educación penal argentina
- El patrón monetario
- Las hipotecas a oro (1917)
- Monopolio de la venta y surtidores de nafta (1930)